# Cambarus nodosus
Cambarus nodosus е вид ракообразно от семейство Cambaridae. Видът не е застрашен от изчезване.

## Разпространение и местообитание
Разпространен е в САЩ (Джорджия, Северна Каролина, Тенеси и Южна Каролина).
Обитава пясъчните и скалисти дъна на сладководни басейни, реки и потоци.